# Reallexikon der Germanischen Altertumskunde
Das Reallexikon der Germanischen Altertumskunde (RGA) ist ein Fachlexikon und akademisches Standardwerk zur frühen Geschichte und Kultur der germanischen Völker und Stämme sowie der mit ihnen in Kontakt stehenden Kulturen. Das Werk wurde in seiner zweiten Auflage von der Akademie der Wissenschaften zu Göttingen betreut. Der Name wurde aufgrund der Annahme der älteren Forschung gewählt, historisch belegte Völker bis in die frühe Vorzeit verfolgen zu können. Später wurde der Titel von der ersten Auflage übernommen, obwohl er inhaltlich überholt ist.

## Überblick
Die erste, vierbändige Ausgabe wurde von dem Anglisten Johannes Hoops 1911–1919 besorgt, für die mehrere damals angesehene Forscher Beiträge lieferten (unter anderem Rudolf Much, der aus gesundheitlichen Gründen die Herausgabe an Hoops abgab).
Die zweite Auflage, deren Herausgeber Heinrich Beck (ab Band 1, 1968/72), Dieter Geuenich (ab Band 13, 1999), Heiko Steuer (ab Band 8, 1991/94) und Rosemarie Müller (ab 1992) sind und die beim Verlag Walter de Gruyter (Berlin / New York) 1968/73–2008 erschienen ist, stellt eine völlig neu bearbeitete Fassung des alten Reallexikons dar und ist Gegenstand der nachfolgenden Ausführungen.
Das Reallexikon berücksichtigt alle Gebiete, in denen germanische Völkerschaften ansässig waren, und es erfasst den Zeitraum von den frühesten Zeugnissen im 1. Jahrtausend v. Chr., über die spätantike Völkerwanderungszeit bis in das Frühmittelalter. Für das erst spät christianisierte Skandinavien erstreckt sich der behandelte Zeitraum bis zum Ende der Wikingerzeit, also bis zum 11./12. Jahrhundert, für den Kontinent endet er bereits in der Karolingerzeit. Das RGA stellt ein wichtiges Nachschlagewerk für die Geschichte Mittel-, Ost-, West- und Nordeuropas in diesem Zeitraum dar. Neben der Geschichte und der Kultur der Germanen werden beispielsweise auch Kelten, Hunnen und das Römische Reich berücksichtigt. Auch der Rezeptionsgeschichte wird teils breiter Raum zugestanden. Weniger stark gewichtet sind Kirchen- und Literaturgeschichte.
Die Artikel wurden vielfach von herausragenden Fachwissenschaftlern erstellt. Der Forschungsstand wird umfangreich dokumentiert; Literaturangaben sind am Ende des jeweiligen Artikels zu finden. Die Themen werden, wenn erforderlich, aus der Sicht verschiedener Disziplinen (Sprachwissenschaft, Geschichte, Archäologie unter Einbeziehung naturwissenschaftlicher Methoden) behandelt. Der 35. und letzte Band der 2. Auflage ist 2007 erschienen. Insgesamt umfasst das Lexikon 5124 Artikel von 1443 Autoren auf 22.359 Seiten. Es schließen sich zwei Registerbände an: Band 1 (2008) mit Autoren-, Stichwörter- und Fachregister sowie einem Abkürzungsverzeichnis; Band 2 (2008) mit einem alphabetischen Register. Zusätzlich wurden zahlreiche Sonder- bzw. Ergänzungsbände herausgegeben. Im Kontext der Herausgabe des RGA wurde 1971 eine Kommission für die Altertumskunde Mittel- und Nordeuropas gegründet, deren Tagungsbände von der Akademie der Wissenschaften zu Göttingen publiziert wurden. Das Reallexikon wurde zeitweise aus dem Akademienprogramm gefördert, das gemeinsam von Bund und Ländern finanziert wird.

## Ausgaben

### Erste Auflage
- Johannes Hoops (Hrsg.): Reallexikon der Germanischen Altertumskunde. 4 Bände. Trübner, Straßburg 1911–1919.
  - Band 1: A–E. Trübner, Straßburg 1911–1913 (Digitalisat).
  - Band 2: F–J. Trübner, Straßburg 1913–1915 (Digitalisat).
  - Band 3: K–Ro. Trübner, Straßburg 1915–1916 (Digitalisat).
  - Band 4: Rü–Z. Trübner, Straßburg 1918–1919 (Digitalisat).

### Zweite Auflage
- Herbert Jankuhn, Heinrich Beck, Hans Kuhn, Kurt Ranke, Reinhard Wenskus (Hrsg.): Reallexikon der Germanischen Altertumskunde. 2., völlig neu bearbeitete und stark erweiterte Auflage. 35 Bände + 2 Registerbände. De Gruyter, Berlin/Boston 1973–2008, DNB 550867414.
  - Band 1: Aachen – Bajuwaren. De Gruyter, Berlin/Boston 1973, DNB 730254941.
  - Band 2: Bake – Billigkeit. De Gruyter, Berlin/Boston 1976, ISBN 3-11-006740-4.
  - Band 3: Bilrost – Brunichilde. De Gruyter, Berlin/Boston 1978, ISBN 3-11-006512-6.
  - Band 4: Brunnen – Chronologie. De Gruyter, Berlin/Boston 1981, ISBN 3-11-006513-4.
  - Band 5: Chronos – dona. De Gruyter, Berlin/Boston 1984, ISBN 3-11-009635-8.
  - Band 6: Donar-þórr – Einbaum. De Gruyter, Berlin/Boston 1986, ISBN 3-11-010468-7.
  - Band 7: Einfache Formen – Eugippius. De Gruyter, Berlin/Boston 1989, ISBN 3-11-011445-3.
  - Band 8: Euhemerismus – Fichte. De Gruyter, Berlin/Boston 1994, ISBN 3-11-013188-9.
  - Band 9: Fidel – Friedlosigkeit. De Gruyter, Berlin/Boston 1995, ISBN 3-11-014642-8.
  - Band 10: Friesen, Otto von – Gelübde. De Gruyter, Berlin/Boston 1998, ISBN 3-11-015102-2.
  - Band 11: Gemeinde – Geto-dakische Kultur und Kunst. De Gruyter, Berlin/Boston 1998, ISBN 3-11-015832-9.
  - Band 12: Getränke – Greiftierstil. De Gruyter, Berlin/Boston 1998, ISBN 3-11-016227-X.
  - Band 13: Greifvögel – Hardeknut. De Gruyter, Berlin/Boston 1999, ISBN 3-11-016315-2.
  - Band 14: Harfe und Leier – Hludana-Hlo̜ðyn. De Gruyter, Berlin/Boston 1999, ISBN 3-11-016423-X.
  - Band 15: Hobel – Iznik. De Gruyter, Berlin/Boston 2000, ISBN 3-11-016649-6.
  - Band 16: Jadwingen – Kleindichtung. De Gruyter, Berlin/Boston 2000, ISBN 3-11-016782-4.
  - Band 17: Kleinere Götter – Landschaftsarchäologie. De Gruyter, Berlin/Boston 2001, ISBN 3-11-016907-X.
  - Band 18: Landschaftsrecht – Loxstedt. De Gruyter, Berlin/Boston 2001, ISBN 3-11-016950-9.
  - Band 19: Luchs – Metrum. De Gruyter, Berlin/Boston 2001, ISBN 3-11-017163-5.
  - Band 20: Metuonis – naturwissenschaftliche Methoden in der Archäologie. De Gruyter, Berlin/Boston 2001, ISBN 3-11-017163-5.
  - Band 21: Naualia – Østfold. De Gruyter, Berlin/Boston 2002, ISBN 3-11-017272-0.
  - Band 22: Östgötalag – Pfalz und Pfalzen. De Gruyter, Berlin/Boston 2003, ISBN 978-3-11-017351-2.
  - Band 23: Pfalzel – Quaden. De Gruyter, Berlin/Boston 2003, ISBN 978-3-11-017535-6.
  - Band 24: Quadriburgium – Rind. De Gruyter, Berlin/Boston 2003, ISBN 978-3-11-017575-2.
  - Band 25: Rindenboot – Rzucewo-Kultur. De Gruyter, Berlin/Boston 2003, ISBN 978-3-11-017733-6.
  - Band 26: Saal – Schenkung. De Gruyter, Berlin/Boston 2004, ISBN 978-3-11-017734-3.
  - Band 27: Schere – Secundus von Trient. De Gruyter, Berlin/Boston 2004, ISBN 978-3-11-018116-6.
  - Band 28: Seddin – Skīringssal. De Gruyter, Berlin/Boston 2005, ISBN 978-3-11-018207-1.
  - Band 29: Skírnismál – Stiklestad. De Gruyter, Berlin/Boston 2005, ISBN 978-3-11-018360-3.
  - Band 30: Stil – Tissø. De Gruyter, Berlin/Boston 2005, ISBN 978-3-11-018385-6.
  - Band 31: Tiszalök – Vadomarius. De Gruyter, Berlin/Boston 2006, ISBN 978-3-11-018386-3.
  - Band 32: Vä – Vulgarrecht. De Gruyter, Berlin/Boston 2006, ISBN 978-3-11-018387-0.
  - Band 33: Waagen und Gewichte – Wielandlied. De Gruyter, Berlin/Boston 2006, ISBN 978-3-11-018388-7.
  - Band 34: Wielbark-Kultur – Zwölften. De Gruyter, Berlin/Boston 2007, ISBN 978-3-11-018389-4.
  - Band 35: Speckstein – Zwiebel. Nachträge und Ergänzungen. De Gruyter, Berlin/Boston 2007, ISBN 978-3-11-018784-7.
  - Registerband 1: Autoren, Stichwörter, Fachregister, Abkürzungsverzeichnis. De Gruyter, Berlin/Boston 2008, ISBN 978-3-11-019146-2.
  - Registerband 2: Alphabetisches Register. De Gruyter, Berlin/Boston 2008, ISBN 978-3-11-019146-2.
- Sebastian Brather, Wilhelm Heizmann, Steffen Patzold (Hrsg.): Ergänzungsbände zum Reallexikon der Germanischen Altertumskunde. De Gruyter, Berlin seit 1986, ISSN 1866-7678.

### Germanische Altertumskunde Online
Heinrich Beck, Sebastian Brather, Dieter Geuenich, Wilhelm Heizmann, Steffen Patzold, Heiko Steuer (Hrsg.): Germanische Altertumskunde Online. Europäische Kulturgeschichte bis zum Hochmittelalter. De Gruyter, Berlin 2016, ISBN 978-3-11-021953-1.
Im September 2010 wurde die Datenbank Germanische Altertumskunde Online. Europäische Kulturgeschichte bis zum Hochmittelalter (GAO) kostenpflichtig online gestellt. Neben den Lexikonartikeln des RGA und den Inhalten der Ergänzungsbände enthält die Datenbank auch Dokumente, die nur online zur Verfügung stehen. Ebenso sollen neue Lexikonartikel und Neubearbeitungen oder Ergänzungen bestehender Lemmata in der GAO erscheinen. Neue Buchpublikationen des Verlags De Gruyter zum Thema werden regelmäßig in die Datenbank integriert. Sämtliche Inhalte der Datenbank sind miteinander verlinkt; darüber hinaus kann der Gesamtdatenbestand nach verschiedenen Kriterien durchsucht und selektiert werden.